# كأس العالم لكرة الماء للنساء 1989
كأس العالم لكرة الماء للنساء 1989 كان الموسم السابع من كأس فينا للنساء، وجرت المنافسات في آيندهوفن هولندا، ونظمت من قبل الاتحاد الدولي للسباحة (FINA).
وتوج منتخب هولندا بكأس البطولة. فيما حل منتخب الولايات المتحدة في المركز الثاني، ومنتخب المجر في المركز الثالث.